# Союз ТМ-9
Союз ТМ-9 е пилотиран космически кораб от серията „Союз ТМ“ към станцията „Мир“ и 85-и полет по програма „Союз“.

## Екипаж

### При старта

#### Основен
- Анатолий Соловьов (2) – командир
- Александър Баландин (1) – бординженер

#### Дублиращ
- Генадий Манаков – командир
- Генадий Стрекалов – бординженер

### При кацането
- Анатолий Соловьов – командир
- Александър Баландин – бординженер

## Параметри на мисията
- Маса: 7150 кг
- Перигей: 373 км
- Апогей: 387 км
- Наклон на орбитата: 51,6°
- Период: 92,2 мин

## Описание на полета
По време на полета на петата основна експедиция са проведени изследвания на Земята, астрономията, космическата техника, материалознанието, биологията и медицината. С тази експедиция започва комерсиалното използване на резултатите от дейността на станцията. По поръчка на американска фирма за електроника са поизведени монокристали, а по друга заявка за сумата от 25 милиона рубли са произведени белтъци.
По време на работата на шеста основна експедиция, станцията е разширена с още един модул. „Кристал“ е изстрелян на 10 юни и е скачен за станцията „Мир“ на 10 юли.
При отделянето на кораба „Союз ТМ-8“ от станцията „Мир“, екипажът забелязал, че на спускаемия модул на „Союз ТМ-9“ са повредени (огънати) три от осемте топлоизолиращи елемента. Безпокойство предизвиквало непредсказуемото поведение на пироболтовете за разделяне на отсеците на кораба, след попадане под въздействието на откритото космическо пространство. Освен това отсътствието на изолация можело да стане причина за кондензация на влага по корпуса вътре в капсулата и повишава вероятността от късо съединение. Освен това тези изкривени пластини от изолацията е възможно да попречи на работата на инфрачервения сензор за височина. Независимо от опасенията, че опитите за ремонт в орбита е могло да предизвика още по-големи повреди на корпуса, на 17 юли космонавтите провеждат 7 часа в открития космос и успели да върнат в нормално положение два от трите огънати листа от термоизолацията. При опита за завръщане станало ясно, че люкът на модула Квант-2 е невъзможно да се затвори. Космонавтите се завръщат през шлюза на основния блок на станцията. На 26 юли космонавтите предприемат неуспешен опит за ремонт на люка (излизане в открития космос за 3 часа 31 минути).

### Космически разходки
| № | Участници                             | Начало                | Край                  | Продължителност    |
| - | ------------------------------------- | --------------------- | --------------------- | ------------------ |
| 1 | Александър Баландин Анатолий Соловьов | 17 юли 1990 13:06 UTC | 17 юли 1990 20:20 UTC | 7 часа и 14 минути |
| 2 | Александър Баландин Анатолий Соловьов | 26 юли 1990 11:15 UTC | 26 юли 1990 14:46 UTC | 3 часа и 31 минути |

Космонавтите контролирали скачването с модула „Кристал“, скачен към намиращия се на противоположния на модула „Квант-2“ скачващ възел.